# Eresquigal
Eresquigal (Ereshkigal) era uma das grandes divindades sumérias, filha de Anu o antigo senhor do Céu e Namu, a senhora dos oceanos e irmã gêmea de Enqui. O seu nome significa "Senhora da Grande Habitação Inferior" ou ainda "Senhora dos Vastos Caminhos", tal nome indica que é a rainha do inferno, pois "vastos caminhos" tanto como "terras vastas" eram eufemismos para se falar do Inferno, terra cujos caminhos são infindáveis e sem rumo certo. Assim, Eresquigal é a rainha de Cur-Nu-Gia, "A Terra do Não Retorno".

## Mitologia
Apesar de ser a rainha do inferno e governante dos demônios e dos deuses obscuros, Eresquigal é uma dos grandes deuses Anunáqui, a quem Anu delegou o dever de ser a juíza das almas dos mortos. Ela é quem julga os casos dos homens e mesmo dos deuses, mesmo depois de já julgados pelo grande conselho dos 12 deuses, como aconteceu com Enlil, quando do seu crime de violentar a jovem deusa Ninlil.
O motivo pelo qual Eresquigal se tornou rainha do Inferno é de certo modo obscuro, alguns unem sua figura a de Ninlil, de modo que, após ter sido violentada, ela morre e então se torna a severa rainha do mundo inferior passando a se chamar então Eresquigal. Outros textos antigos sugerem que por sua vontade ela abandonou o seio de Namu e partiu para descobrir o destino de Cur e outros irmãos que partiram para além do Mundo das coisas vivas, e lá chegando tornou-se a rainha dos deuses infernais.
Tinha sob seus serviços diversas divindades obscuras, entre elas, Husbisague (sua secretária) e Nantar seu vizir e mensageiro, e deus do Destino e da Sorte.
Os mitos dos quais Eresquigal tornou-se uma deusas célebre por mitos como o de seu casamentos com Nergal e a descida de Ninlil e de sua irmã Inana ao Inferno para recuperarem seus esposos. Certa vez, ao enviar Nantar como seu representante para ter com Anu e os demais Anunáqui, foi ofendida pelo jovem deus Nergal, que se recusou a reverenciar Nantar em honra dela. Todos os deuses temeram pelo destino de Nergal, pois Nantar contaria a sua senhora tamanha desfeita. Mas Nergal pouco se importou afirmando que não daria préstimo a uma deusa a quem nunca vira. Porém sua empáfia durou até que Enqui lhe advertir sobre o tremendo risco que corria, já que os poderes de Eresquigal eram imensos. Por conselho de Enqui, Nergal desceu ao Inferno para se desculpar e acabou apaixonado por para beleza fulminante de Eresquigal a quem julgava ser uma velha senil e horrenda.
No caso de Ninlil, anterior a Nergal, a donzela, mesmo ofendida e violentada por Enlil, decide descer ao Inferno para convencer Eresquigal a devolver sua vida, já que ela no fundo o amava.
Por fim, foi a vez de Inana (Istar), de atravessar os nove portais do reino do Inferno e ver a face de Eresquigal. Inana, por sua realeza, beleza e nobreza, julgou que poderia enfrentar a irmã e exigir o retorno de Dumuzi, seu esposo. Mas com mão de ferro, Eresquigal submeteu Inana a todos os tipos de dor e humilhação diante de cada portal, nos quais era obrigada a se despir de alguma jóias ou peça de roupa, até que chegou nua e humilhada diante do trono da soberana infernal. Todavia a força do amor de Inana causou tanto temor em Eresquigal, que ela a empalou levando-a a morte. Não fosse pela intercessão de Enqui, ao criar da sujeira sob suas unhas o belo mensageiro Asusunamir, para interceder e resgatar Inana, ela teria ficado morta para sempre. Asusunamir convenceu Eresquigal a restituir a vida de Dumuzi e Inana.
Eresquigal também era chamada de Ircala.